# Vladimir Sandulović
Vladimir Sandulović (cyr. Bлaдимиp Caндулoвић, ur. 18 maja 1977 w Zaječarze) – serbski piłkarz występujący na pozycji obrońcy.

## Kariera klubowa
Grę w piłkę nożną rozpoczynał w rodzinnym Zaječarze w zespole FK Timok, następnie trenował w akademii FK Crvenej zvezdy.
Od 1998 roku był on piłkarzem OFK Beograd, w barwach którego zadebiutował w serbsko-czarnogórskiej Prvej lidze. W sezonie 2000 przez pół roku grał w islandzkiej drużynie Stjarnan, z którą zajął przedostatnie miejsce w tabeli i spadł do 1. deild.
Następnie był zawodnikiem FK Građanski, FK Big Bull, FK Timok oraz FK Zemun skąd w 2005 roku wypożyczono go na 6 miesięcy do Worskły Połtawa. W Wyszczej lidze zadebiutował 1 marca 2005 roku w wygranym 1:0 meczu z Metałurhiem Zaporoże. Łącznie rozegrał w ukraińskiej ekstraklasie 11 spotkań.
W czerwcu 2006 roku Sandulović odbył testy w Górniku Łęczna, które zakończyły się podpisaniem kontraktu. Wskutek powikłań po kontuzji żeber nie mógł on występować na początku sezonu 2006/2007. W I lidze zadebiutował 14 października w przegranym 1:5 meczu Widzewem Łódź. Ogółem wystąpił on w 1 spotkaniu ligowym oraz 3 meczach w Pucharze Ekstraklasy. W grudniu 2006 roku władze klubu ogłosiły jego odejście z zespołu.
Następnie kontynuował on karierę w Naționalu Bukareszt i szwedzkim Vasalunds IF. W 2008 roku został piłkarzem II-ligowego klubu FK Smederevo, gdzie spędził jeden sezon. Od 2009 roku grał w występującym w tej samej kategorii rozgrywkowej FK Sevojno. Z zespołem tym dotarł on do finału Pucharu Serbii (porażka 0:3 z FK Partizanem) i wystąpił w eliminacjach do Ligi Europy 2009/2010. Było to największe osiągnięcie w historii tego klubu.
Od połowy 2010 roku jest on graczem macierzystego FK Timok, z którym po jednym sezonie awansował do Prvej ligi.